# Rue Saint-Michel (Liège)
La rue Saint-Michel est une rue piétonnière de l'îlot Saint-Michel dans le quartier du centre à Liège en Belgique.

## Odonymie
La rue fait référence à l'église Saint-Michel En-Sauvenière créée au IXe siècle ou au XIe siècle, détruite puis reconstruite à la fin du XVIIe siècle et finalement démolie vers 1824. Elle occupait l'emplacement partiel de la place Saint-Michel toute proche.

## Histoire
La rue avait à l'origine un tracé différent : elle reliait directement l'actuelle place Saint-Michel à l'actuelle rue Joffre, auparavant place Verte.

## Voies adjacentes
- Rue Haute-Sauvenière
- Place Verte
- Rue de l'Official
- Rue de la Populaire
- Place Saint-Lambert